# Sílvio Pélico de Freitas Noronha
Sílvio Pélico de Freitas Noronha (Desterro, 26 de agosto de 1842 — Desterro, 14 de fevereiro de 1893) foi um político brasileiro.
Filho de Antônio de Freitas Noronha e de Constância Cândida Noronha.
Foi deputado à Assembleia Legislativa Provincial de Santa Catarina na 23ª legislatura (1880 — 1881).

## Obras
- Memória histórica do Ateneu Provincial